# 올랜도 로만
올랜도 브루노 로만(영어: Orlando Bruno Román, 1978년 11월 28일 ~ )는  전 야구선수이다.

## 약력
1999년 뉴욕 메츠와 마이너계약을 체결하고 이후 볼티모어 오리올스, 토론토 블루 제이스의 산하 마이너리그 팀과 멕시칸 리그팀인 페리코스 데 푸에브라에서 활약했고,
2006년과 2009년 월드 베이스볼 클래식에 푸에르토리코 대표로 출전했다. 2010년 대만 프로 야구 팀인 슝디 엘리펀츠와 계약하여 좋은 성적을 거두고 우승까지 했었다.
2010년 11월 4일 한국-타이완 클럽 챔피언십에서 2010년 KBO 리그 우승 팀인 SK 와이번스를 상대로 경기를 가진 적이 있다.
2011년 시즌에도 슝디에서 활약하여 좋은성적을 거뒀고, 2012년 일본 프로 야구 팀인 도쿄 야쿠르트 스왈로스와 1년 계약하여 일본무대 첫시즌에 9승 11패 3.04의 방어율을 기록하며
2013년 시즌 재계약에 성공하여 활동하고 있다. 그리고 2013년 월드 베이스볼 클래식에 푸에르토리코 대표로 출전했다. 정규시즌이 시작하고 나서 전년도보다 성적이 부진하였고 선발로서의 등판보다 구원으로 등판하였고 3승 6패 1세이브 4홀드 방어율 4.24를 기록하였다. 시즌이 끝난 후 잔류에 성공하였지만, 2014년 시즌 연봉이 2000만엔 감소된 4000만엔에 재계약하였다.

## 통산기록

### CPBL
2010년 32경기 등판 24경기 선발 등판 완투 6회 완봉 2회 12승 7패 2홀드 방어율 3.03
2011년 33경기 등판 26경기 선발 등판 완투 4회 완봉 2회 16승 6패 3홀드 방어율 3.36

### NPB
2012년 26경기 등판(선발로만 등판) 완투 3회 완봉 2회 9승 11패 방어율 3.04
2013년 30경기 등판 7경기 선발 등판 3승 6패 1세이브 4홀드 방어율 4.24

## 같이 보기
- 짐 매그레인
- 임창용
- 블라디미르 발렌틴